# 1977 na Alemanha
Esta é uma cronologia dos fatos acontecimentos de ano 1977 na Alemanha.

## Eventos
- 7 de abril: O procurador-geral da República alemão, Siegfried Buback, é assassinado por uma dupla do Grupo Baader-Meinof numa motocicleta, em Karlsruhe, na Alemanha Ocidental.[1][2]
- 13 de outubro: No início do dia do sequestro, os terroristas palestinos sequestram o Voo 181 da empresa aérea alemã Lufthansa no aeroporto internacional de Mogadíscio, na Somália.
- 18 de outubro: No último dia do sequestro, os integrantes do grupo antiterrorista da Alemanha Ocidental resgatam os reféns sequestrados do avião da Lufthansa em Mogadíscio. No mesmo dia, três terroristas são mortos em ação e um outro ferido capturado pelo grupo antiterrorista.